# Colm Tóibín
Colm Tóibín [ˈkɔləm to:ˈbı:n], född 30 maj 1955 i Enniscorthy, Wexford, i sydöstra Irland, är en irländsk romanförfattare, novellist, essäist, dramatiker, journalist, kritiker och poet. Tóibín innehar en professur i humaniora vid Columbia University, New York samt en professur i kreativt skrivande vid University of Manchester.
Tóibín tog tidigt intryck av Ernest Hemingway, vilket väckte en fascination för Spanien och han tillbringade även en tid i Barcelona i mitten av 1970-talet (vilket senare kom att ge inspiration till några av hans tidiga publikationer). Under större delen av 1980-talet var Tóibín verksam inom journalistiken, både som skribent och redaktör. Han har genom hela sitt författarskap varit fortsatt verksam som journalist. Tóibín har sedan debuten 1990 publicerat såväl romaner, novellsamlingar, dramatik, poesi, essäer som litteraturkritik. Han är homosexuell, och frågor om identitet, inte minst homosexuell sådan, har genomsyrat en stor del av hans författarskap. Andra teman är det irländska samhället, om att leva utomlands och kreativitetsprocessen.

## Priser och utnämningar
Tóibín är flerfaldigt nominerad till Bookerpriset. För Mästaren, en roman om författaren Henry James, tilldelades han bland annat International IMPAC Dublin Literary Award 2006 och boken blev dessutom utnämnd till årets roman av Los Angeles Times. 2007 blev Tóibín invald i Royal Society of Literature.

## Utgivet på svenska
- Flammande ljung (The Heather Blazing), översättning: Thomas Preis, Bonnier Alba, 1995
- Natten utanför (The Story of the Night), översättning: Thomas Preis, Bonnier Alba, 1997
- Mästaren (The Master), översättning: Nille Lindgren, Bonniers, 2005
- En lång vinter (A Long Winter), översättning: Erik Andersson, Norstedts, 2012
- Marias testamente (The Testament of Mary), översättning: Erik Andersson, Norstedts, 2014
- Nora Webster (Nora Webster), översättning: Erik Andersson, Norstedts, 2015
- Namnens hus (House of Names), översättning: Erik Andersson, Norstedts, 2018
- Magikern (The Magician), översättning: Erik Andersson, Norstedts, 2022
- Brooklyn  (Brooklyn), översättning: Erik Andersson, Norstedts, 2024
- Long Island (Long Island), översättning: Erik Andersson, Norstedts, 2024